# Christian Friedrich Witt
Pour les articles homonymes, voir Witt.
Christian Friedrich Witt est un compositeur, éditeur de musique et professeur allemand né à Altenburg en 1660 et décédé le 13 avril 1716 à Altenburg ou Gotha.

## Biographie
Il reçut un enseignement musical par son père Johann Ernst Witt, organiste à la cour d'Altenburg. En 1676, le duc de Saxe-Gotha, Friedrich I, lui donne une bourse pour aller étudier à Vienne et à Salzbourg. A Nuremberg, Georg Kaspar Wecker lui enseigne la composition et le contrepoint en 1685-1686 et le 1er juin 1686, Witt est nommé organiste à la cour de Gotha. En 1694, il assiste Mylius, le maître de chapelle de Gotha et compte alors le futur Frédéric II de Prusse parmi ses élèves. Georg Philipp Telemann reconnaissait en lui un maître du clavier.

## Compositions
Compositeur polyvalent d’œuvres instrumentales et vocales, principalement des cantates d'église pour la plupart perdues. Ces cantates présentent un style à l'ancienne - introduction instrumentale et pas de récitatif. Witt est connu pour sa compilation de textes de chorals et de mélodies : Psalmodia sacra, Oder: Andächtige und schöne Gesänge … und schöne Gesänge …, un des livres les plus importants de cette nature du XVIIe siècle. On y trouve 762 hymnes dont 351 sont accompagnés de mélodie. les airs proviennent de compositeurs allemands des XVIe et XVIIe siècles dont une centaine probablement de lui. Sa production instrumentale comprend des ouvertures "à la française", une sonate en 7 parties, 4 suites pour orgue et clavecin et une passacaille en ré mineur auparavant attribuée à Jean-Sébastien Bach. Witt a enfin composé au moins une Passion que Bach a du interpréter à Gotha le Vendredi Saint 1717 ; son auteur ayant disparu l'année précédente. Le livret et la musique de cette Passion ne nous sont pas parvenus.

## Sources
- (en) Biographie sur Bach-cantatas.com

## Liens contextuels
- Andreas Bach Buch